# Чад на Светском првенству у атлетици на отвореном 2022.
Чад је учествовао на 18. Светском првенству у атлетици на отвореном 2022. одржаном у Јуџину  од 15. до 25. јула шеснаести пут. Репрезентацију Чада требало је да представља један атлетичар који је требао да се такмичи у трци на 5.000 метара. , 
На овом првенству такмичар Чада није освојио ниједну медаљу, нити је постигао неки резултат јер није ни стартовао.

## Учесници
Мушкарци
- Али Хисеин Махамат — 5.000 м

## Резултати

### Мушкарци
| Атлетичар          | Дисциплина | Лични рекорд | Квалификације  | Квалификације  | Полуфинале | Полуфинале | Финале               | Финале               | Детаљи |
| Атлетичар          | Дисциплина | Лични рекорд | Резултат       | Место          | Резултат   | Место      | Резултат             | Место                | Детаљи |
| ------------------ | ---------- | ------------ | -------------- | -------------- | ---------- | ---------- | -------------------- | -------------------- | ------ |
| Али Хисеин Махамат | 5.000 м    | 13:55,60     | Није стартовао | Није стартовао |            |            | Није се квалификовао | Није се квалификовао |        |